# Polemon acanthias
Polemon acanthias (змієїдна змія Райнхардта) — вид отруйних змій родини земляних гадюк (Atractaspididae). Мешкає в Західній Африці.

## Поширення і екологія
Змієїдні змії Райнхардта мешкають в Сьєрра-Леоне, Гвінеї, Ліберії, Кот-д'Івуарі, Гані і Того, також спостерігалися в Нігерії. Вони живуть у вологих тропічних лісах, поблизу водойм, на висоті до 800 м над рівнем моря. Ведуть нічний, наземний, прихований спосіб життя.